# Agnes Simon (Biathletin)
Agnes Simon (* 23. September 1974 in Cluj-Napoca, Rumänien) ist eine ehemalige ungarische Biathletin und Skilangläuferin. Sie startete auch im Orientierungslauf.
Agnes Simon lebt in Eger und trainierte in Bartakovics. Sie startete für den Skiklub Gyvsc und wurde von János Édes trainiert. Die Ungarin begann erst 2003 im Alter von 28 Jahren mit dem Biathlonsport, seit 2005 gehört sie dem Nationalkader Ungarns an. Ihr erstes Rennen im Biathlon-Europacup lief sie 2003 in Ridnaun und wurde 49. des Sprints. Bis 2004 folgten nur wenige weitere Rennen in der zweithöchsten Rennserie des internationalen Biathlons. Ihr bestes Ergebnis erreichte sie 2004 in ihrem letzten Rennen in Obertilliach als 34. eines Sprints. Die nächsten internationalen Rennen lief Simon erst wieder 2009 im Skilanglauf. Dort startete sie im Rahmen unterklassiger Rennen wie dem Alpencup, dem Balkan Cup oder FIS-Rennen. In Osrblie nahm Simon im Rahmen der Sommerbiathlon-Europameisterschaften 2010 erstmals an einem Großereignis teil. Mit Ildikó Papp, Károly Gombos und Daniel Pelyhe belegte sie als Startläuferin der ungarischen Staffel den achten Platz. Mit fünf Strafrunden verbaute sie der ungarischen Mannschaft dabei von vornherein eine bessere Platzierung.
Im Skilanglauf nahm Simon von 2009 bis 2019 vorwiegend an Continental-Cup Rennen teil. Bei den nordischen Skiweltmeisterschaften 2011 in Oslo erreichte den 78. Rang im Sprint und den 67. Platz über 10 km klassisch. Der 84. Platz im Sprint war ihre beste Platzierung bei den nordischen Skiweltmeisterschaften 2013 im Val di Fiemme. Im Januar 2014 lief sie in Nove Mesto und in Szklarska Poręba ihre einzigen Rennen im Skilanglauf-Weltcup, welche sie auf dem 69. Platz und auf dem 57. Rang im Sprint beendete. Bei den Olympischen Winterspielen 2014 in Sotschi belegte sie den 69. Rang über 10 km klassisch und den 66. Platz im Sprint. Im folgenden Jahr errang sie bei den nordischen Skiweltmeisterschaften in Falun den 69. Platz im Sprint. Bei den nordischen Skiweltmeisterschaften 2017 in Lahti gelang ihr der 89. Rang im Sprint.